# لويس سبور
لويس سبور (بالألمانية: Louis Spohr)‏ (و. 1784 – 1859 م) هو ملحن، وموزع (موسيقى)، وعالم موسيقى، ومعلم موسيقى من ألمانيا . ولد في براونشفايغ.
توفي في كاسل.

## أعمال بارزة
من أهم أعماله:
- Faust
- Die letzten Dinge.

## جوائز
حصل على جوائز منها:
- وسام الاستحقاق للفنون والعلوم
- Pour le Mérite.

## روابط خارجية
- لويس سبور على موقع IMDb (الإنجليزية)
- لويس سبور على موقع الموسوعة البريطانية (الإنجليزية)
- لويس سبور على موقع ميوزك برينز (الإنجليزية)
- لويس سبور على موقع قاعدة بيانات الأفلام السويدية (السويدية)
- لويس سبور على موقع أول ميوزيك (الإنجليزية)
- لويس سبور على موقع ديسكوغز (الإنجليزية)
- لويس سبور على موقع كينوبويسك (الروسية)